# Bog
 For alternative betydninger, se Bog (flertydig). (Se også artikler, som begynder med Bog)
 Denne artikel bør gennemlæses af en person med fagkendskab for at sikre den faglige korrekthed.

 Der er for få eller ingen kildehenvisninger i denne artikel, hvilket er et problem. Du kan hjælpe ved at angive troværdige kilder til de påstande, som fremføres i artiklen.

En fysisk bog er en samling af mere end 48[kilde mangler] sider med én eller flere tekster og/eller billeder eller andet kognitivt stimulerende materiale. Siderne i bogen er beskyttet af ryg og for- og bagside, og som helhed repræsenterer bogen den traditionelle måde at organisere indhold på. Mindre bøger, pjecer eller småtryk består af færre end 48 sider.[kilde mangler]
Bøgers format afhænger af det antal gange papirarkene er foldet. A4 (kvart) er foldet fire gange osv. Og dog: af praktiske årsager kaldes en bog med en højde på under 25 cm en oktav, en mellem 26 og 35 cm en kvart og større bøger folio'er. Når bogen er bredere end høj, kaldes den oblong, tvær. Hhv. en tværoktav, -kvart og -folio.[kilde mangler]
Biblioteks- og informationsvidenskaben kalder en bog for en monografi (til forskel fra periodiske publikationer som tidsskrifter, aviser, ugeblade mv.)

## Bogtrykningens historie
Før trykpressens opfindelse blev stort set alle bøger møjsommeligt kopieret ved afskrift. Mange steder gjorde det en bog sjælden og værdifuld, men i kejsertidens Rom var bøger på papyrus så almindelige, at kasserede bøger blev anvendt som indpakningspapir i forretningerne. En bog udkom normalt i et oplag på 1.000,[kilde mangler] da de blev produceret ved at slaver foretog afskrift. Hvert eksemplar var derved unikt og måtte gennemlæses af særlige korrekturlæsere. Forfatteren havde ingen rettigheder, tjente derfor intet på sin udgivelse og var heller ikke herre over dens videre skæbne. At udgive en bog blev derfor ofte sammenlignet med at sende en ung hetære til byen, og udgivelsen kaldt "prostitution". Den blev foretaget af en bibliopola, som både var forlægger og forhandler. Bøgerne hang fremme til gennemsyn udenfor boghandlernes lader.
I den tidlige middelalder var det kun kirken, universiteterne og de meget rige, der kunne eje bøger eller lade dem fremstille. De første bøger blev skrevet på pergament fremstillet af huder fra æsel, gris eller kalv. Senere blev de skrevet eller trykt på papir.1
En hel bogside kunne skæres i relief på en træplade, som kunne sværtes og anvendes til mange aftryk. At producere en bog på den måde var meget omstændeligt.
Reliefteknikken er brugt til verdens ældste trykte bog. Den er fundet i Kina og er fra 868, dvs. 587 år før Gutenbergs bibel. I Kina blev der omkring 1045 eksperimenteret med tryk af lertyper fastgjort med voks i smalle træskinner, men der er ikke bevaret noget eksemplar af bøger trykt med denne teknik.
Gutenbergs bibel udkom i 1455 i et oplag på ca. 200 som den første maskinelt masseproducerede bog i verden. Det revolutionerende ved Gutenbergs teknik var, at han brugte genanvendelige løse blytyper.
I Danmark var det den tyske bogtrykker Johan Snell, der indførte bogtrykkerkunsten, da han i 1482 åbnede sit trykkeri i Odense. Der gik 13 år, før Gotfred af Ghemen trykte den første bog i Danmark og på dansk: Den danske Rimkrønike.
Kirken havde ikke længere monopol på bogfremstilling.
Bogtrykkerkunstens hurtige udbredelse førte store omvæltninger med sig. Mediet skulle finde sin form. Sidenummerering dukkede fx først op omkring 1470.

## Bøgers udbredelse
Folkebiblioteker skaffede alle adgang til bøger. Senere har bogklubber, billigbøger, It-hæfter mv. gjort det muligt for alle at eje en bog.
Bogbindere og forfattere solgte de første bøger. Senere overtog boghandlere; de havde længe monopol på salget i Danmark. Et Internationalt Standard Bognummer (ISBN) anvendes til entydig identifikation af bogen på tværs af landegrænser.
Udviklingen i informationsteknologien medfører flere former for elektroniske bøger, og
Peter Poulsens "Rulletekster" er den første danske E-bog (elektronisk bog).